# Bohdan Czeszko
Bohdan Władysław Czeszko, ps. „Agawa” (ur. 1 kwietnia 1923 w Warszawie, zm. 21 grudnia 1988 tamże) – polski pisarz, scenarzysta i publicysta, poseł na Sejm PRL IV, V, VI i VII kadencji. Budowniczy Polski Ludowej.

## Życiorys
Urodził się w rodzinie Leonarda i Marii z domu Załęskiej. Przed wybuchem II wojny światowej ukończył w Warszawie szkołę średnią.
W czasie okupacji niemieckiej pracował w warsztatach stolarskich i działał w konspiracji, od 1942 żołnierz Gwardii Ludowej i Armii Ludowej, ps. „Agawa”, członek Związku Walki Młodych. Brał udział m.in. w zamachu na Cafe-Club. Walczył w powstaniu warszawskim w batalionie AL „Czwartaków” na Woli, Starówce i Śródmieściu, jako sierżant i zastępca Lecha Matawowskiego „Mirka”, pełniąc funkcję szefa batalionu. Ranny podczas walk na Woli 6 sierpnia 1944. Po upadku powstania nadal działał w konspiracji w Częstochowie, w 1945 był komendantem MO w Częstochowie, po czym w marcu 1945 wstąpił do 2 Armii Wojska Polskiego. Został ranny podczas forsowania Nysy. Po wojnie działał w Polskiej Partii Robotniczej i Polskiej Zjednoczonej Partii Robotniczej.
Po zakończeniu wojny, w latach 1945–1947 uczył się w Państwowym Liceum Plastycznym w Warszawie, w 1947 zdał maturę. W latach 1947–1951 studiował w Akademii Sztuk Pięknych w Warszawie i podjął działalność literacką. Debiutował w 1948 tomem opowiadań Początek edukacji. Autor powieści o tematyce okupacyjnej i wojennej, między innymi Pokolenia z 1951. Powieść ta, opisująca historię Gwardii Ludowej i Armii Ludowej, nie należy do wzorcowych utworów socrealistycznych, została zekranizowana przez Andrzeja Wajdę w 1954. Był także autorem Trenu z 1961, który został negatywnie oceniony przez ówczesną oficjalną krytykę za „pacyfizm i czarnowidztwo”.
W latach 1954–1955 był korespondentem „Trybuny Ludu” w Moskwie. Po powrocie do kraju był redaktorem „Przeglądu Kulturalnego”, później zastępca redaktora naczelnego warszawskiej „Kultury” (1963–1967), od 1967 współpracował z „Nowymi Książkami”. Od 1965 do 1980 był posłem na Sejm PRL. Należał do władz naczelnych Związku Bojowników o Wolność i Demokrację. Od 1971 był także członkiem Obywatelskiego Komitetu Odbudowy Zamku Królewskiego w Warszawie.
Zmarł w Warszawie, pochowany z honorami na cmentarzu Wojskowym na Powązkach (kwatera 31C-tuje-8). W imieniu władz PRL w pogrzebie uczestniczyli m.in. minister kultury i sztuki prof. Aleksander Krawczuk oraz kierownik Wydziału Kultury KC PZPR Tadeusz Sawic.

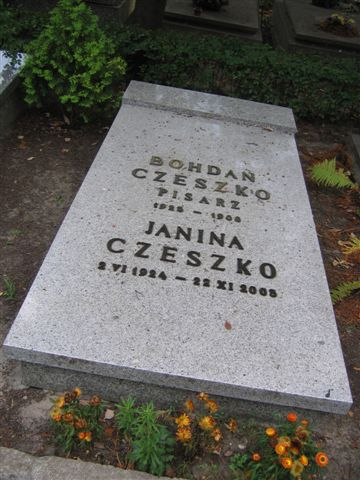
Nagrobek Bohdana Czeszki na cmentarzu Wojskowym na Powązkach w Warszawie

## Ordery i odznaczenia
- Order Budowniczych Polski Ludowej (1984)[6]
- Krzyż Komandorski z Gwiazdą Orderu Odrodzenia Polski (1983)[2]
- Krzyż Oficerski Orderu Odrodzenia Polski (1959)[2]
- Krzyż Kawalerski Orderu Odrodzenia Polski (15 lipca 1954)[7]
- Krzyż Srebrny Orderu Virtuti Militari
- Krzyż Walecznych
- Warszawski Krzyż Powstańczy (1982)[8]
- Medal 40-lecia Polski Ludowej[9]
- Medal 10-lecia Polski Ludowej (19 stycznia 1955)[10]
- Medal Zwycięstwa i Wolności 1945
- Brązowy Medal „Za zasługi dla obronności kraju” (1966)[11]
- Odznaka tytułu honorowego „Zasłużony dla Kultury Narodowej” (1986)[12]
- Złote Odznaczenie im. Janka Krasickiego (1958)[13]
- Odznaka 1000-lecia Państwa Polskiego (1966)[14]
- Złota Odznaka honorowa „Za Zasługi dla Warszawy” (1965)[15]

## Nagrody i wyróżnienia[2]
- Nagroda Państwowa II stopnia za powieść pt. Pokolenie (1952)[16][17]
- Nagroda w konkursie Wydawnictwa MON za opowiadanie Tren (1960)
- Nagroda Państwowa II stopnia za Opowiadania wybrane (22 lipca 1964)[18]
- Nagroda Ministra Kultury i Sztuki II stopnia (1965)
- Nagroda Państwowa I stopnia (1970)
- Nagroda miasta stołecznego Warszawy (1970)
- wyróżnienie w Ogólnopolskim Konkursie na reportaż prasowy o tematyce związanej z budową Portu Północnego (1974)[19]
- Nagroda Państwowa I stopnia za całokształt twórczości (1976)
- Nagroda indywidualna „Trybuny Ludu” za walory ideowe i polityczne twórczości literackiej i publicystycznej (1978)[20]
- Nagroda „Życia Literackiego” w dziedzinie krytyki i eseistyki literackiej (1980)[21]
- Nagroda Ministra Obrony Narodowej (1983)
- Nagroda im. Ludwika Waryńskiego za trzytomowe Utwory wybrane (1984)[22]

## Twórczość
- Książki
  - Początek edukacji (1948)
  - Pokolenie (1951)
  - Drogi sytości (1951)
  - Krzewy koralowe (1954)
  - Moskwa, Wołga, Baku (1956)
  - Edukacja niesentymentalna (1958)
  - Przygoda w kolorach (1959)
  - Makatka z jeleniem (1961)
  - Tren i inne opowiadania (1961)
  - Opowiadania wybrane (1964)
  - Wióry (1970)
  - Marginałki (1971, wybór recenzji)
  - Powódź (1975)
  - Kłopoty władzy (1978)
  - Nostalgie mazurskie (1987)
- Filmografia
  - 1953 – Trzy opowieści (współpraca scen. kierownictwo lit.)
  - 1954 – Pokolenie (scenariusz)
  - 1956 – Wraki (dialogi)
  - 1958 – Historia jednego myśliwca (dialogi)
  - 1958 – Krzyż Walecznych (dialogi)
  - 1961 – Milczące ślady (dialogi)
  - 1961 – Złoto (scenariusz, dialogi)
  - 1962 – Gangsterzy i filantropi (dialogi)
  - 1963 – Mansarda (scenariusz)
  - 1964 – Pierwszy dzień wolności (scenariusz)
  - 1965 – Podziemny front (scenariusz)
  - 1965 – Powrót doktora von Kniprode (dialogi)
  - 1967 – Ojciec (dialogi)
  - 1967 – Szach i mat w Opowieści niezwykłe (dialogi)
  - 1969 – Dzień oczyszczenia (dialogi)
  - 1970 – Prawdzie w oczy (dialogi)
  - 1970 – Pułapka (scenariusz)
  - 1976 – Polskie drogi (scenariusz; odcinek 1)